# Medagliati olimpici nello snowboard
Lista dei vincitori di medaglia olimpica nello snowboard, ordinata per genere e per specialità.

## Albo d'oro

### Maschile

#### Big air
| Edizione                                                      | Oro                                                           | Argento                                 | Bronzo                                  |
| ------------------------------------------------------------- | ------------------------------------------------------------- | --------------------------------------- | --------------------------------------- |
| Pyeongchang 2018                                              | Sebastien Toutant                                             | Kyle Mack                               | Billy Morgan                            |
| Pechino 2022                                                  | Su Yiming                                                     | Mons Røisland                           | Max Parrot                              |
| Atleta meglio premiato: Sebastien Toutant e Su Yiming (1/0/0) | Atleta meglio premiato: Sebastien Toutant e Su Yiming (1/0/0) | Nazione meglio premiata: Canada (1/0/1) | Nazione meglio premiata: Canada (1/0/1) |

#### Halfpipe
| Edizione                                    | Oro                                         | Argento                                      | Bronzo                                       |
| ------------------------------------------- | ------------------------------------------- | -------------------------------------------- | -------------------------------------------- |
| Nagano 1998                                 | Gian Simmen                                 | Daniel Franck                                | Ross Powers                                  |
| Salt Lake City 2002                         | Ross Powers                                 | Daniel Kass                                  | Jarret Thomas                                |
| Torino 2006                                 | Shaun White                                 | Daniel Kass                                  | Markku Koski                                 |
| Vancouver 2010                              | Shaun White                                 | Peetu Piiroinen                              | Scotty Lago                                  |
| Soči 2014                                   | Jurij Podladčikov                           | Ayumu Hirano                                 | Taku Hiraoka                                 |
| Pyeongchang 2018                            | Shaun White                                 | Ayumu Hirano                                 | Scotty James                                 |
| Pechino 2022                                | Ayumu Hirano                                | Scotty James                                 | Jan Scherrer                                 |
| Atleta meglio premiato: Shaun White (3/0/0) | Atleta meglio premiato: Shaun White (3/0/0) | Nazione meglio premiata: Stati Uniti (4/2/3) | Nazione meglio premiata: Stati Uniti (4/2/3) |

#### Slalom gigante
| Edizione    | Oro             | Argento        | Bronzo          |
| ----------- | --------------- | -------------- | --------------- |
| Nagano 1998 | Ross Rebagliati | Thomas Prugger | Ueli Kestenholz |

#### Slalom gigante parallelo
| Edizione                                                         | Oro                                                              | Argento                                   | Bronzo                                    |
| ---------------------------------------------------------------- | ---------------------------------------------------------------- | ----------------------------------------- | ----------------------------------------- |
| Salt Lake City 2002                                              | Philipp Schoch                                                   | Richard Richardsson                       | Chris Klug                                |
| Torino 2006                                                      | Philipp Schoch                                                   | Simon Schoch                              | Siegfried Grabner                         |
| Vancouver 2010                                                   | Jasey Jay Anderson                                               | Benjamin Karl                             | Mathieu Bozzetto                          |
| Soči 2014                                                        | Vic Wild                                                         | Nevin Galmarini                           | Žan Košir                                 |
| Pyeongchang 2018                                                 | Nevin Galmarini                                                  | Lee Sang-ho                               | Žan Košir                                 |
| Pechino 2022                                                     | Benjamin Karl                                                    | Tim Mastnak                               | Vic Wild                                  |
| Atleta meglio premiato: Philipp Schoch e Nevin Galmarini (1/1/0) | Atleta meglio premiato: Philipp Schoch e Nevin Galmarini (1/1/0) | Nazione meglio premiata: Svizzera (3/2/0) | Nazione meglio premiata: Svizzera (3/2/0) |

#### Snowboard cross
| Edizione                                                       | Oro                                                            | Argento                                  | Bronzo                                   |
| -------------------------------------------------------------- | -------------------------------------------------------------- | ---------------------------------------- | ---------------------------------------- |
| Torino 2006                                                    | Seth Wescott                                                   | Radoslav Židek                           | Paul-Henri de Le Rue                     |
| Vancouver 2010                                                 | Seth Wescott                                                   | Mike Robertson                           | Tony Ramoin                              |
| Soči 2014                                                      | Pierre Vaultier                                                | Nikolaj Oljunin                          | Alex Deibold                             |
| Pyeongchang 2018                                               | Pierre Vaultier                                                | Jarryd Hughes                            | Regino Hernández                         |
| Pechino 2022                                                   | Alessandro Hämmerle                                            | Éliot Grondin                            | Omar Visintin                            |
| Atleti meglio premiati: Seth Wescott e Pierre Vaultier (2/0/0) | Atleti meglio premiati: Seth Wescott e Pierre Vaultier (2/0/0) | Nazione meglio premiata: Francia (2/0/2) | Nazione meglio premiata: Francia (2/0/2) |

#### Slopestyle
| Edizione                                   | Oro                                        | Argento                                      | Bronzo                                       |
| ------------------------------------------ | ------------------------------------------ | -------------------------------------------- | -------------------------------------------- |
| Soči 2014                                  | Sage Kotsenburg                            | Ståle Sandbech                               | Mark McMorris                                |
| Pyeongchang 2018                           | Redmond Gerard                             | Max Parrot                                   | Mark McMorris                                |
| Pechino 2022                               | Max Parrot                                 | Su Yiming                                    | Mark McMorris                                |
| Atleti meglio premiati: Max Parrot (1/1/0) | Atleti meglio premiati: Max Parrot (1/1/0) | Nazione meglio premiata: Stati Uniti (2/0/0) | Nazione meglio premiata: Stati Uniti (2/0/0) |

#### Slalom parallelo
| Edizione  | Oro      | Argento   | Bronzo        |
| --------- | -------- | --------- | ------------- |
| Soči 2014 | Vic Wild | Žan Košir | Benjamin Karl |

### Femminile

#### Big air
| Edizione                                    | Oro                                         | Argento                                  | Bronzo                                   |
| ------------------------------------------- | ------------------------------------------- | ---------------------------------------- | ---------------------------------------- |
| Pyeongchang 2018                            | Anna Gasser                                 | Jamie Anderson                           | Zoi Sadowski-Synnott                     |
| Pechino 2022                                | Anna Gasser                                 | Zoi Sadowski-Synnott                     | Kokomo Murase                            |
| Atleta meglio premiata: Anna Gasser (2/0/0) | Atleta meglio premiata: Anna Gasser (2/0/0) | Nazione meglio premiata: Austria (2/0/0) | Nazione meglio premiata: Austria (2/0/0) |

#### Halfpipe
| Edizione                                  | Oro                                       | Argento                                      | Bronzo                                       |
| ----------------------------------------- | ----------------------------------------- | -------------------------------------------- | -------------------------------------------- |
| Nagano 1998                               | Nicola Thost                              | Stine Brun Kjeldaas                          | Shannon Dunn-Downing                         |
| Salt Lake City 2002                       | Kelly Clark                               | Doriane Vidal                                | Fabienne Reuteler                            |
| Torino 2006                               | Hannah Teter                              | Gretchen Bleiler                             | Kjersti Buaas                                |
| Vancouver 2010                            | Torah Bright                              | Hannah Teter                                 | Kelly Clark                                  |
| Soči 2014                                 | Kaitlyn Farrington                        | Torah Bright                                 | Kelly Clark                                  |
| Pyeongchang 2018                          | Chloe Kim                                 | Liu Jiayu                                    | Arielle Gold                                 |
| Pechino 2022                              | Chloe Kim                                 | Queralt Castellet                            | Sena Tomita                                  |
| Atleta meglio premiata: Chloe Kim (2/0/0) | Atleta meglio premiata: Chloe Kim (2/0/0) | Nazione meglio premiata: Stati Uniti (5/2/4) | Nazione meglio premiata: Stati Uniti (5/2/4) |

#### Slalom gigante
| Edizione    | Oro         | Argento      | Bronzo        |
| ----------- | ----------- | ------------ | ------------- |
| Nagano 1998 | Karine Ruby | Heidi Renoth | Brigitte Köck |

#### Slalom gigante parallelo
| Edizione                                      | Oro                                           | Argento                                   | Bronzo                                    |
| --------------------------------------------- | --------------------------------------------- | ----------------------------------------- | ----------------------------------------- |
| Salt Lake City 2002                           | Isabelle Blanc                                | Karine Ruby                               | Lidia Trettel                             |
| Torino 2006                                   | Daniela Meuli                                 | Amelie Kober                              | Rosey Fletcher                            |
| Vancouver 2010                                | Nicolien Sauerbreij                           | Ekaterina Iljuchina                       | Marion Kreiner                            |
| Sochi 2014                                    | Patrizia Kummer                               | Tomoka Takeuchi                           | Alëna Zavarzina                           |
| Pyeongchang 2018                              | Ester Ledecká                                 | Selina Jörg                               | Ramona Theresia Hofmeister                |
| Pechino 2022                                  | Ester Ledecká                                 | Daniela Ulbing                            | Glorija Kotnik                            |
| Atleta meglio premiata: Ester Ledecká (2/0/0) | Atleta meglio premiata: Ester Ledecká (2/0/0) | Nazione meglio premiata: Svizzera (2/0/0) | Nazione meglio premiata: Svizzera (2/0/0) |

#### Snowboard cross
| Edizione                                    | Oro                                         | Argento                                 | Bronzo                                  |
| ------------------------------------------- | ------------------------------------------- | --------------------------------------- | --------------------------------------- |
| Torino 2006                                 | Tanja Frieden                               | Lindsey Jacobellis                      | Dominique Maltais                       |
| Vancouver 2010                              | Maëlle Ricker                               | Déborah Anthonioz                       | Olivia Nobs                             |
| Sochi 2014                                  | Eva Samková                                 | Dominique Maltais                       | Chloé Trespeuch                         |
| Pyeongchang 2018                            | Michela Moioli                              | Julia Pereira-De Sousa-Mabileau         | Eva Samková                             |
| Pechino 2022                                | Lindsey Jacobellis                          | Chloé Trespeuch                         | Meryeta O'Dine                          |
| Atleta meglio premiata: Eva Samková (1/0/1) | Atleta meglio premiata: Eva Samková (1/0/1) | Nazione meglio premiata: Canada (1/1/2) | Nazione meglio premiata: Canada (1/1/2) |

#### Slopestyle
| Edizione                                       | Oro                                            | Argento                                      | Bronzo                                       |
| ---------------------------------------------- | ---------------------------------------------- | -------------------------------------------- | -------------------------------------------- |
| Soči 2014                                      | Jamie Anderson                                 | Enni Rukajärvi                               | Jenny Jones                                  |
| Pyeongchang 2018                               | Jamie Anderson                                 | Laurie Blouin                                | Enni Rukajärvi                               |
| Pechino 2022                                   | Zoi Sadowski-Synnott                           | Julia Marino                                 | Tess Coady                                   |
| Atleta meglio premiata: Jamie Anderson (2/0/0) | Atleta meglio premiata: Jamie Anderson (2/0/0) | Nazione meglio premiata: Stati Uniti (2/1/0) | Nazione meglio premiata: Stati Uniti (2/1/0) |

#### Slalom parallelo
| Edizione  | Oro             | Argento       | Bronzo       |
| --------- | --------------- | ------------- | ------------ |
| Soči 2014 | Julia Dujmovits | Anke Karstens | Amelie Kober |

### Snowboard cross a squadre
| Edizione                | Oro                                               | Argento                                      | Bronzo                                       |
| ----------------------- | ------------------------------------------------- | -------------------------------------------- | -------------------------------------------- |
| Pechino 2022            | Stati Uniti Nick Baumgartner - Lindsey Jacobellis | Italia Omar Visintin - Michela Moioli        | Canada Éliot Grondin - Meryeta O'Dine        |
| Atleta meglio premiata: | Atleta meglio premiata:                           | Nazione meglio premiata: Stati Uniti (1/0/0) | Nazione meglio premiata: Stati Uniti (1/0/0) |